# Орнетт Коулман
Рендольф Денард Орнетт Коулман (англ. Randolph Denard Ornette Coleman, 19 березня 1930 — 11 червня 2015) — американський джазовий саксофоніст, трубач, скрипаль та композитор. Найбільше відомий як один із основних засновників жанру фрі-джаз, термін, що походить від його альбому 1960 року Free Jazz: A Collective Improvisation. У своїх новаторських творах він часто відмовлявся від композицій, побудованих на гармонії, тональності, змінах акордів та фіксованому ритмі, характерних для попередніх джазових стилів. Замість цього Коулман підкреслював експериментальний підхід до імпровізації, що ґрунтувався на ансамблевому виконанні та блюзових фразах. Том Юрек з AllMusic назвав його «одним із найбільш улюблених та поляризуючих фігур в історії джазу», зауваживши, що, хоча «тепер його прославляють як безстрашного новатора та генія, спочатку його сприймали колеги та критики як бунтівника, руйнівника і навіть шахрая».
Народився і виріс у Форт-Верті, штат Техас; самостійно навчився грати на саксофоні в підлітковому віці. Свою музичну кар'єру він розпочав, граючи в місцевих R&B і бібоп-групах, а згодом створив власний колектив у Лос-Анджелесі, до якого увійшли такі музиканти, як Ед Блеквелл, Дон Черрі, Чарлі Гейден і Біллі Гіґґінс. У листопаді 1959 року його квартет розпочав резиденцію в нью-йоркському джаз-клубі Five Spot, що викликало суперечки, а також випустив впливовий альбом The Shape of Jazz to Come, який став його дебютною платівкою на Atlantic Records. Наступні релізи Коулмана на Atlantic на початку 1960-х справили значний вплив на розвиток джазу того десятиліття, а його композиції «Lonely Woman» і «Broadway Blues» стали жанровими стандартами та одними з найважливіших ранніх творів у стилі фрі-джаз.
У середині 1960-х Коулман покинув Atlantic і почав працювати з такими лейблами, як Blue Note і Columbia Records, а також виступати разом зі своїм юним сином Денардо Коулманом, який грав на ударних. Він досліджував симфонічні композиції, що знайшло відображення в його альбомі Skies of America (1972), записаному за участю Лондонського симфонічного оркестру. У середині 1970-х Коулман створив гурт Prime Time, в якому досліджував електричний джаз-фанк і свою концепцію гармолодичної музики. У 1995 році він разом із сином заснував лейбл Harmolodic Records. Його альбом Sound Grammar (2006) отримав Пулітцерівську премію з музики, зробивши Коулмана другим джазовим музикантом в історії, який удостоївся цієї нагороди.

## Вибрана дискографія
| - Something Else!!!! (1958) - Tomorrow Is the Question! (1959) - The Shape of Jazz to Come (1959) - Change of the Century (1959) - This Is Our Music (1960) - Free Jazz: A Collective Improvisation (1960) - Ornette! (1961) - Ornette on Tenor (1961) - The Art of the Improvisers (1961) (wyd. 11. 1970) - Twins (1961) (wyd. 10. 1971) - To Whom Who Keeps a Record (1960) (wyd. koniec 1975) - Beauty Is a Rare Thing (1961) - Town Hall (1962) - Chappaqua Suite (1965) - An Evening with Ornette Coleman (1965) - Who's Crazy Vol. 1/Vol. 2 (1965) - The Paris Concert (1965) - Live at the Tivoli (1965) - At the "Golden Circle" Vol. 1/Vol.2 (1965) - The Empty Foxhole (1966) - The Unprecedented Music of Ornette Coleman (1968) - Live in Milano (1968) - New York Is Now (1968) - Love Call (1968) - Ornette at 12 (1968) | - Crisis (1969) - Broken Shadows (1969) - Friends and Neighbors (1970) - Science Fiction (1971) - Broken Shadows (1972) - Paris Concert (1966) - The Belgrade Concert (1971) - Skies of America (1972) - Dancing in Your Head (1976) - Body Meta (1976) - Soapsuds, Soapsuds (1977, з Чарлі Гейденом) - Of Human Feelings (1979) - Opening the Caravan of Dreams (1983) - Prime Time/Time Design (1983) - Song X (1985, з Петом Метені) - In All Languages (1987) - Virgin Beauty (1988) - Live at Jazzbuehne Berlin (1988) - Naked Lunch (1991) - Tone Dialing (1995) - Sound Museum - Hidden Man (1994) - Sound Museum - Three Women (1994) - Colors (1996; з Йоахімом Куном) - Sound Grammar (2006) |